# Couloir Samson
Couloir Samson je úzká soutěska nalézající se na katastrálním území francouzské obce Rougon v departementu Alpes-de-Haute-Provence v regionu Provence-Alpes-Côte d'Azur. V tomto místě začíná soutěska Gorges du Verdon - nejhlubší kaňon Evropy.

## Popis
Jedná se o úzkou soutěsku o šířce 10 až 12 metrů, kterou protéká řeka Verdon. Uprostřed tohoto úzkého koridoru uvízla obrovská skála o hmotnosti několika set tun zvaná "Solitér".
K břehům Verdonu u soutěsky Coiloir Samson se lze dostat, když za vyhlídkou Point Sublime se pokračuje několik set metrů po departmentální silnici 952 směrem na Castellane a poté se odbočí na departmentální silnici 326, která klesá k parkovišti na začátku Couloir Samson. Odtud se po turistickém chodníku Sentier Blanc-Martel dojde k lávce přes potok Baou a po dvou až třech stech metrech se sestoupí na břeh řeky Verdon.
Samotná soutěska Couloir Samson je pro pěší turisty neprůchodná, pohledy do soutěsky jsou umožněny z vyhlídkové terasy v tunelu Baou, jednom ze dvou přístupných tunelů de Guègues na chodníku sentier Blanc-Martel.
Kousek za úzkou soutěskou se nachází jeskyně Baume-aux-Pigeons, 60 metrů vysoká dutina ve skále, kterou pravděpodobně v průběhu věků vyhloubila řeka Verdon. Jeskyně je přístupná pro horolezce rovněž z tunelu Baou.

## Galerie

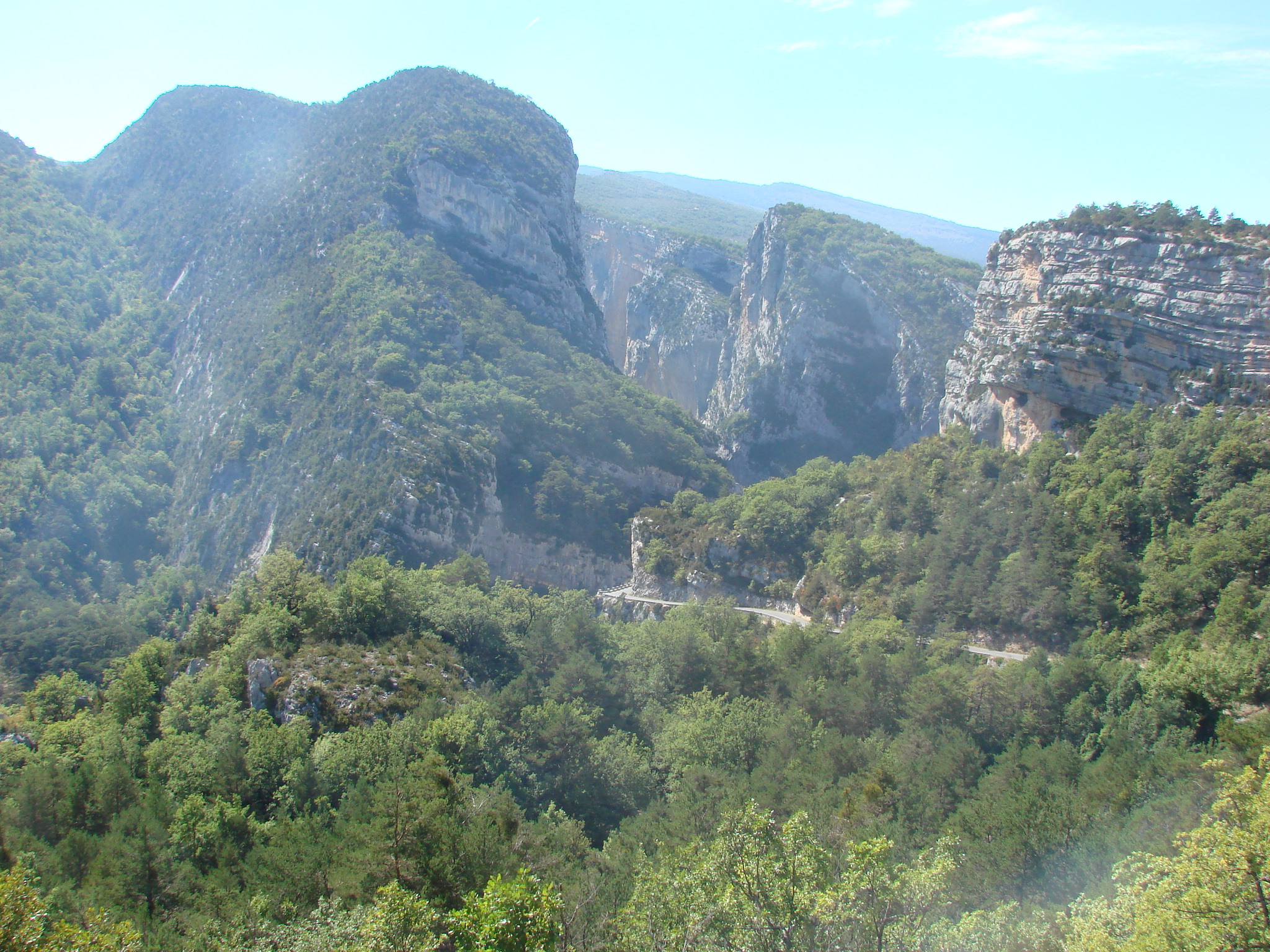
pohledy na Couloir Samson
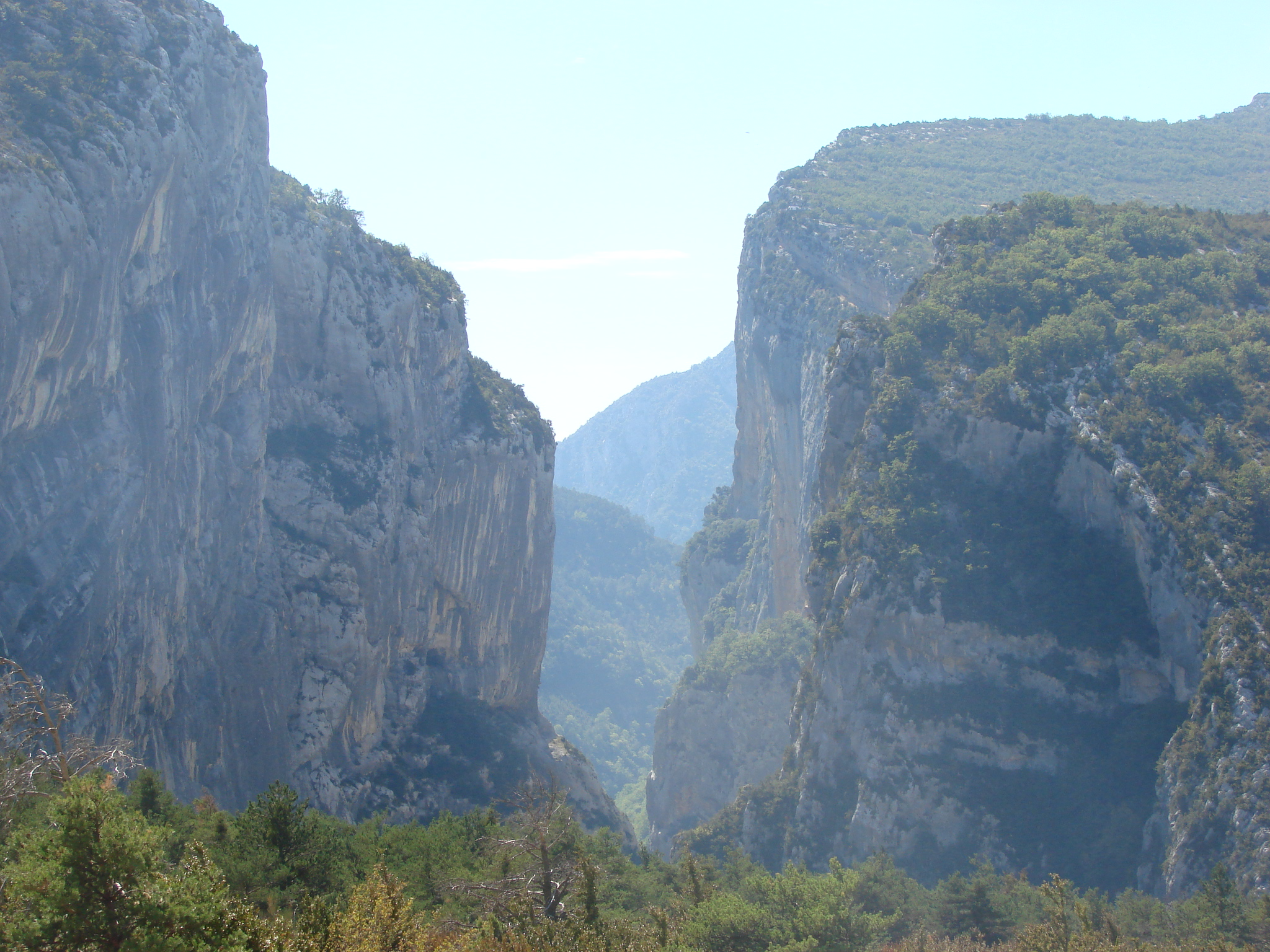
pohledy na Couloir Samson
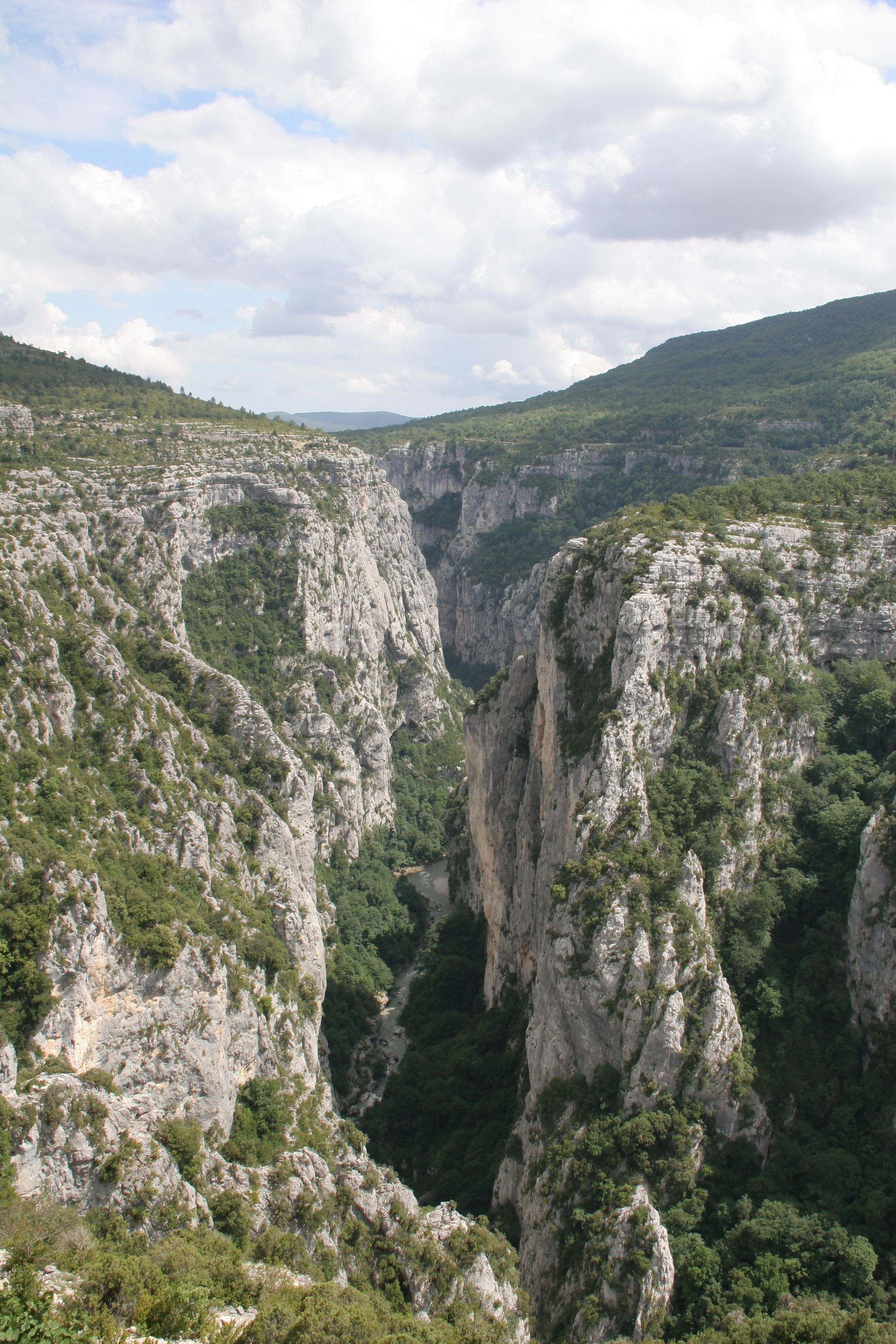
pohledy na Couloir Samson
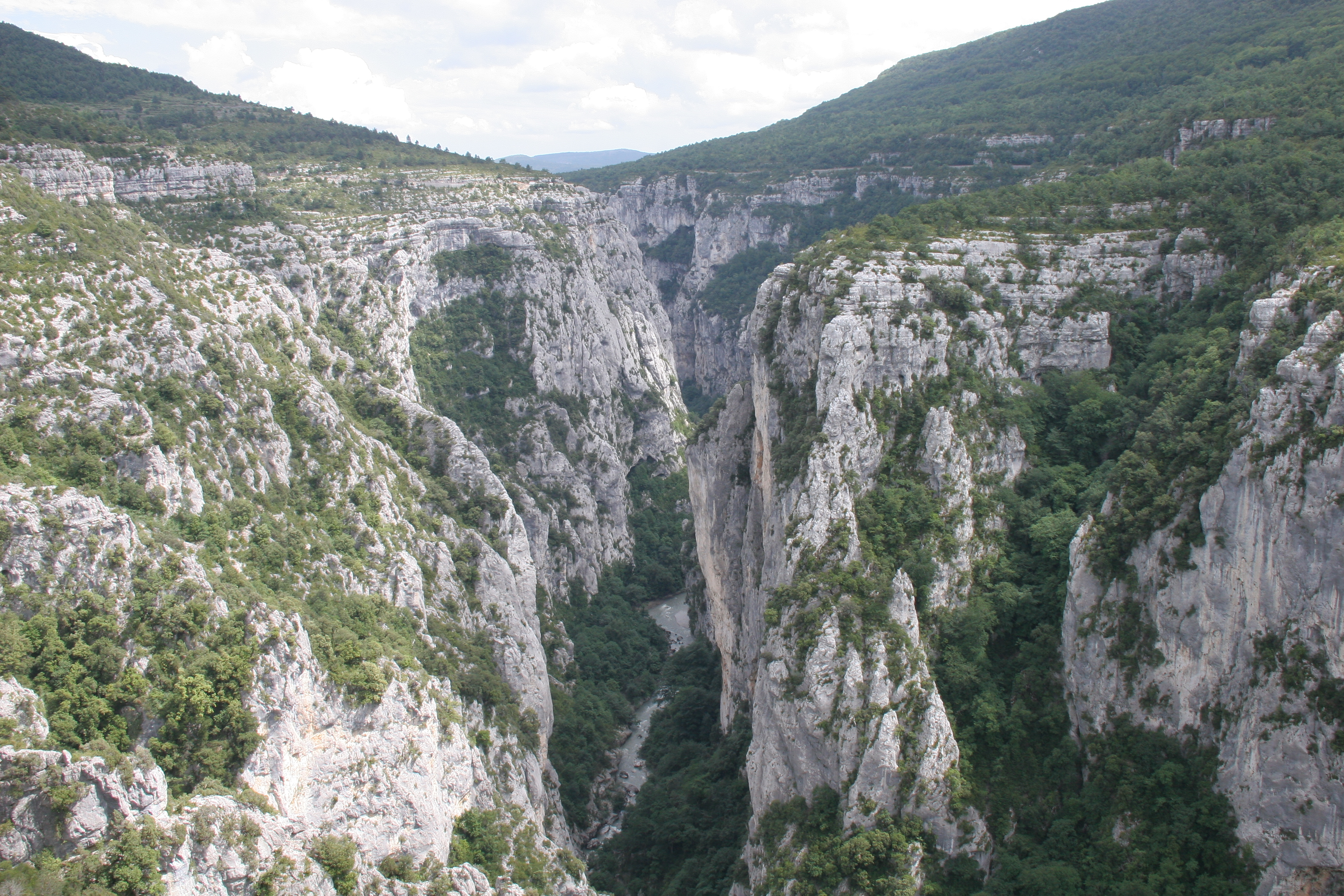
pohledy na Couloir Samson